# Tectaria devexa
Tectaria devexa är en ormbunkeart som först beskrevs av Kze., och fick sitt nu gällande namn av Edwin Bingham Copeland. Tectaria devexa ingår i släktet Tectaria och familjen Tectariaceae.

## Underarter
Arten delas in i följande underarter:
- T. d. minor
- T. d. novoguineensis